# Evgheni Dragunov
Evgheni Fiodorovici Dragunov (Russian: Евгений Фёдорович Драгунов) (n. 20 Februarie, 1920, Izhevsk - d. 4 August, 1991) a fost un creator de arme rus, cel mai bine cunoscut pentru Pușca semi-automată, pușcă ce îi poartă și numele, Pușcă cu lunetă Dragunov. Lucrând ca și bunicul său în Fabrica de arme Izhevsk. Urmând tradiția familiei își termină studiile ca strungar la Școala industrială Izhevsk. Ca tânăr i se oferă de lucru în aceeași fabrică în care și bunicul său a lucrat, bunic care a lucrat în timpul regimului țarist. Primul său proiect a fost îmbunătățirea mecanicii puștii cu baionete Mosin - Nagant, modelul 1891/30. Din anul 1939 a fost recrutat în Armata Sovietică unde a servit într-un regiment în atelierul armurier. Odată cu izbucnirea celui de al doilea război mondial din 1941 a fost promovat la gradul de armurier senior ceea ce a făcut ca Dragunov să dobândească experiență atât asupra armelor ruse automate cât și asupra armelor capturate de la inamici. Dragunov nu pierdea nici o ocazie de a-și arăta entuziasmul pentru tir și pentru competiții de trageri unde chiar a realizat scoruri ridicate.
După război s-a întors la Izhevsk, la Biroul pentru designul armelor, pentru a-și termina cursurile. Din nou și-a îndreptat atenția către modernizarea puștii cu trei gloanțe Mosin - Nagant (cal. 7.62 mm), armă care s-a bucurat de bune aprecieri în conflictele armate. Armă care nu excela la reîncărcarea gloanțelor. Dragunov a rezolvat problema cu reîncărcarea lentă și suplimentar a montat pe această armă o lunetă care făcea țintirea și ochirea mult mai ușoare.
Pușca Mosin - Nagant, a devenit favorita lui Dragunov. La sfârșitul anilor 1940 și începutul 1950, a creat mai multe versiuni sport ale acestei puști.
Fără nici o exagerare se poate spune despre Dragunov că a creat o nouă tendință în modul de creare al armelor în Rusia. Conducând mai multe proiecte, vreo 27 de tipuri de arme de foc incluzând MTs-50, МTsV-50, Zenith, Strela (Sageata), Taiga, CM, Biathlon-7-2, Biathlon-7-3, Biathlon-7-4, câștigătoare a medaliilor de aur la diverse campionate olimpice.
În anul 1958 a acceptat provocare pentru crearea unei puști semiautomate. Armă care trebuia să îndeplinească mai multe cerințe pe lângă acuratețea tirului și distanța de tragere, arma trebuia să fie ușoară, compactă și capabilă să execute foc semiautomat.
Așa armă cu lunetă a fost creată și dezvoltată în Rusia în anul 1930. Alte astfel de încercări de producere de așa arme au fost făcute de Fedor Tokarev (SVT-38 și SVT-40), Sergey Simonov (AVS-36, SKS-44).
Dragunov a realizat că pentru obținerea unui foc de acuratețe trebuie să reducă la minim toleranțele între piesele în mișcare ale armei, făcând din armă una cu o greutate apreciabilă și de asemenea menținerea unei țevi destul de lungi a acesteia. Pe de altă parte trebuia ținut cont și de operarea armei ținându-se cont de factori externi: praf, temperatură, umiditate și frig. Un alt factor despre care trebuia ținut cont era și faptul că trebuie redusă presiunea în compartimentul de reîncărcare pentru optimizarea reîncărcării și acuratețea tirului.
Primul prototip al puștii cu lunetă SVD (Snayperskaya Vintovka Dragunova) a fost realizat în 1959. Pușca SVD a intrat în competiție cu AK-47 a lui Mihail Kalașnikov.
În paralel cu echipa lui Dragunov au lucrat și alte echipe conduse de Alexander Konstantinov și Fedor Barinov, la proiecte asemănătoare.
Evgeniy Fedorovich Dragunov a murit la 4 August 1991.